# Ilià Xúmov
Ilià Xúmov (en rus Илья Степанович Шумов, Ilià Stepànovitx Xúmov), transcrit habitualment Ilya Shumov (16 de juny de 1819, Arkhànguelsk – juliol de 1881 Sebastòpol), fou un mestre d'escacs rus, i un dels millors jugadors d'escacs russos de mitjan segle xix.

## Biografia
De família noble, Xúmov va estudiar al col·legi de la Marina de Sant Petersburg, i posteriorment va servir com a oficial a la marina russa navegant per la mar Bàltica fins al 1847, quan va obtenir una feina a l'Almirallat, a Sant Petersburg, on hi feu carrera fins al 1880, i s'hi retirà amb el títol de Conseller d'Estat.

## Resultats destacats en competició
Xúmov va jugar, principalment, matxs contra d'altres destacats mestres d'escacs de l'època. Degut a la seva bona reputació com a jugador, va ser convidat, conjuntament amb dos altres mestres d'escacs russos, Aleksandr Petrov i Carl Jaenisch, a participar en el Torneig Internacional de Londres de 1851 (el primer torneig internacional mai organitzat), però no hi va poder arribar a temps. Va disputar diversos matxs a Sant Petersburg; va perdre contra Dmitri Urúsov (4–7) el 1853, perdé i guanyà contra C. Jänisch (3–5 i 7–5) el 1854, perdé contra Ignatz von Kolisch (2–6) i A. Petrov (2–4) el 1862, i perdé contra Szymon Winawer (2–5) el 1875.

## Problemista
El seu nom fou conegut al segle xix com a compositor d'escacs per la publicació d'un llibre de problemes d'escacs amb posicions tals que reprodueixen figures al·legòriques: "Recueil de problèmes scaccographiques et autres positions curieuses" (Sant Petersburg, 1867).

### Un problema de Xúmov: La piràmide de Kheops
|   | a | b | c | d | e | f | g | h |   |
| 8 | f7 blanques rei · e6 negres peó · f6 blanques peó · g6 negres peó · d5 blanques alfil · e5 blanques peó · f5 negres peó · g5 negres peó · h5 negres peó · c4 negres peó · d4 blanques peó · e4 blanques torre · f4 blanques cavall · g4 blanques torre · h4 blanques alfil · b3 negres peó · c3 negres peó · d3 blanques peó · f3 negres rei · h3 blanques peó · a2 blanques peó · b2 blanques peó · c2 negres torre · d2 negres torre · e2 negres alfil · f2 negres alfil · g2 negres cavall · h2 blanques peó | f7 blanques rei · e6 negres peó · f6 blanques peó · g6 negres peó · d5 blanques alfil · e5 blanques peó · f5 negres peó · g5 negres peó · h5 negres peó · c4 negres peó · d4 blanques peó · e4 blanques torre · f4 blanques cavall · g4 blanques torre · h4 blanques alfil · b3 negres peó · c3 negres peó · d3 blanques peó · f3 negres rei · h3 blanques peó · a2 blanques peó · b2 blanques peó · c2 negres torre · d2 negres torre · e2 negres alfil · f2 negres alfil · g2 negres cavall · h2 blanques peó | f7 blanques rei · e6 negres peó · f6 blanques peó · g6 negres peó · d5 blanques alfil · e5 blanques peó · f5 negres peó · g5 negres peó · h5 negres peó · c4 negres peó · d4 blanques peó · e4 blanques torre · f4 blanques cavall · g4 blanques torre · h4 blanques alfil · b3 negres peó · c3 negres peó · d3 blanques peó · f3 negres rei · h3 blanques peó · a2 blanques peó · b2 blanques peó · c2 negres torre · d2 negres torre · e2 negres alfil · f2 negres alfil · g2 negres cavall · h2 blanques peó | f7 blanques rei · e6 negres peó · f6 blanques peó · g6 negres peó · d5 blanques alfil · e5 blanques peó · f5 negres peó · g5 negres peó · h5 negres peó · c4 negres peó · d4 blanques peó · e4 blanques torre · f4 blanques cavall · g4 blanques torre · h4 blanques alfil · b3 negres peó · c3 negres peó · d3 blanques peó · f3 negres rei · h3 blanques peó · a2 blanques peó · b2 blanques peó · c2 negres torre · d2 negres torre · e2 negres alfil · f2 negres alfil · g2 negres cavall · h2 blanques peó | f7 blanques rei · e6 negres peó · f6 blanques peó · g6 negres peó · d5 blanques alfil · e5 blanques peó · f5 negres peó · g5 negres peó · h5 negres peó · c4 negres peó · d4 blanques peó · e4 blanques torre · f4 blanques cavall · g4 blanques torre · h4 blanques alfil · b3 negres peó · c3 negres peó · d3 blanques peó · f3 negres rei · h3 blanques peó · a2 blanques peó · b2 blanques peó · c2 negres torre · d2 negres torre · e2 negres alfil · f2 negres alfil · g2 negres cavall · h2 blanques peó | f7 blanques rei · e6 negres peó · f6 blanques peó · g6 negres peó · d5 blanques alfil · e5 blanques peó · f5 negres peó · g5 negres peó · h5 negres peó · c4 negres peó · d4 blanques peó · e4 blanques torre · f4 blanques cavall · g4 blanques torre · h4 blanques alfil · b3 negres peó · c3 negres peó · d3 blanques peó · f3 negres rei · h3 blanques peó · a2 blanques peó · b2 blanques peó · c2 negres torre · d2 negres torre · e2 negres alfil · f2 negres alfil · g2 negres cavall · h2 blanques peó | f7 blanques rei · e6 negres peó · f6 blanques peó · g6 negres peó · d5 blanques alfil · e5 blanques peó · f5 negres peó · g5 negres peó · h5 negres peó · c4 negres peó · d4 blanques peó · e4 blanques torre · f4 blanques cavall · g4 blanques torre · h4 blanques alfil · b3 negres peó · c3 negres peó · d3 blanques peó · f3 negres rei · h3 blanques peó · a2 blanques peó · b2 blanques peó · c2 negres torre · d2 negres torre · e2 negres alfil · f2 negres alfil · g2 negres cavall · h2 blanques peó | f7 blanques rei · e6 negres peó · f6 blanques peó · g6 negres peó · d5 blanques alfil · e5 blanques peó · f5 negres peó · g5 negres peó · h5 negres peó · c4 negres peó · d4 blanques peó · e4 blanques torre · f4 blanques cavall · g4 blanques torre · h4 blanques alfil · b3 negres peó · c3 negres peó · d3 blanques peó · f3 negres rei · h3 blanques peó · a2 blanques peó · b2 blanques peó · c2 negres torre · d2 negres torre · e2 negres alfil · f2 negres alfil · g2 negres cavall · h2 blanques peó | 8 |
| 7 | f7 blanques rei · e6 negres peó · f6 blanques peó · g6 negres peó · d5 blanques alfil · e5 blanques peó · f5 negres peó · g5 negres peó · h5 negres peó · c4 negres peó · d4 blanques peó · e4 blanques torre · f4 blanques cavall · g4 blanques torre · h4 blanques alfil · b3 negres peó · c3 negres peó · d3 blanques peó · f3 negres rei · h3 blanques peó · a2 blanques peó · b2 blanques peó · c2 negres torre · d2 negres torre · e2 negres alfil · f2 negres alfil · g2 negres cavall · h2 blanques peó | f7 blanques rei · e6 negres peó · f6 blanques peó · g6 negres peó · d5 blanques alfil · e5 blanques peó · f5 negres peó · g5 negres peó · h5 negres peó · c4 negres peó · d4 blanques peó · e4 blanques torre · f4 blanques cavall · g4 blanques torre · h4 blanques alfil · b3 negres peó · c3 negres peó · d3 blanques peó · f3 negres rei · h3 blanques peó · a2 blanques peó · b2 blanques peó · c2 negres torre · d2 negres torre · e2 negres alfil · f2 negres alfil · g2 negres cavall · h2 blanques peó | f7 blanques rei · e6 negres peó · f6 blanques peó · g6 negres peó · d5 blanques alfil · e5 blanques peó · f5 negres peó · g5 negres peó · h5 negres peó · c4 negres peó · d4 blanques peó · e4 blanques torre · f4 blanques cavall · g4 blanques torre · h4 blanques alfil · b3 negres peó · c3 negres peó · d3 blanques peó · f3 negres rei · h3 blanques peó · a2 blanques peó · b2 blanques peó · c2 negres torre · d2 negres torre · e2 negres alfil · f2 negres alfil · g2 negres cavall · h2 blanques peó | f7 blanques rei · e6 negres peó · f6 blanques peó · g6 negres peó · d5 blanques alfil · e5 blanques peó · f5 negres peó · g5 negres peó · h5 negres peó · c4 negres peó · d4 blanques peó · e4 blanques torre · f4 blanques cavall · g4 blanques torre · h4 blanques alfil · b3 negres peó · c3 negres peó · d3 blanques peó · f3 negres rei · h3 blanques peó · a2 blanques peó · b2 blanques peó · c2 negres torre · d2 negres torre · e2 negres alfil · f2 negres alfil · g2 negres cavall · h2 blanques peó | f7 blanques rei · e6 negres peó · f6 blanques peó · g6 negres peó · d5 blanques alfil · e5 blanques peó · f5 negres peó · g5 negres peó · h5 negres peó · c4 negres peó · d4 blanques peó · e4 blanques torre · f4 blanques cavall · g4 blanques torre · h4 blanques alfil · b3 negres peó · c3 negres peó · d3 blanques peó · f3 negres rei · h3 blanques peó · a2 blanques peó · b2 blanques peó · c2 negres torre · d2 negres torre · e2 negres alfil · f2 negres alfil · g2 negres cavall · h2 blanques peó | f7 blanques rei · e6 negres peó · f6 blanques peó · g6 negres peó · d5 blanques alfil · e5 blanques peó · f5 negres peó · g5 negres peó · h5 negres peó · c4 negres peó · d4 blanques peó · e4 blanques torre · f4 blanques cavall · g4 blanques torre · h4 blanques alfil · b3 negres peó · c3 negres peó · d3 blanques peó · f3 negres rei · h3 blanques peó · a2 blanques peó · b2 blanques peó · c2 negres torre · d2 negres torre · e2 negres alfil · f2 negres alfil · g2 negres cavall · h2 blanques peó | f7 blanques rei · e6 negres peó · f6 blanques peó · g6 negres peó · d5 blanques alfil · e5 blanques peó · f5 negres peó · g5 negres peó · h5 negres peó · c4 negres peó · d4 blanques peó · e4 blanques torre · f4 blanques cavall · g4 blanques torre · h4 blanques alfil · b3 negres peó · c3 negres peó · d3 blanques peó · f3 negres rei · h3 blanques peó · a2 blanques peó · b2 blanques peó · c2 negres torre · d2 negres torre · e2 negres alfil · f2 negres alfil · g2 negres cavall · h2 blanques peó | f7 blanques rei · e6 negres peó · f6 blanques peó · g6 negres peó · d5 blanques alfil · e5 blanques peó · f5 negres peó · g5 negres peó · h5 negres peó · c4 negres peó · d4 blanques peó · e4 blanques torre · f4 blanques cavall · g4 blanques torre · h4 blanques alfil · b3 negres peó · c3 negres peó · d3 blanques peó · f3 negres rei · h3 blanques peó · a2 blanques peó · b2 blanques peó · c2 negres torre · d2 negres torre · e2 negres alfil · f2 negres alfil · g2 negres cavall · h2 blanques peó | 7 |
| 6 | f7 blanques rei · e6 negres peó · f6 blanques peó · g6 negres peó · d5 blanques alfil · e5 blanques peó · f5 negres peó · g5 negres peó · h5 negres peó · c4 negres peó · d4 blanques peó · e4 blanques torre · f4 blanques cavall · g4 blanques torre · h4 blanques alfil · b3 negres peó · c3 negres peó · d3 blanques peó · f3 negres rei · h3 blanques peó · a2 blanques peó · b2 blanques peó · c2 negres torre · d2 negres torre · e2 negres alfil · f2 negres alfil · g2 negres cavall · h2 blanques peó | f7 blanques rei · e6 negres peó · f6 blanques peó · g6 negres peó · d5 blanques alfil · e5 blanques peó · f5 negres peó · g5 negres peó · h5 negres peó · c4 negres peó · d4 blanques peó · e4 blanques torre · f4 blanques cavall · g4 blanques torre · h4 blanques alfil · b3 negres peó · c3 negres peó · d3 blanques peó · f3 negres rei · h3 blanques peó · a2 blanques peó · b2 blanques peó · c2 negres torre · d2 negres torre · e2 negres alfil · f2 negres alfil · g2 negres cavall · h2 blanques peó | f7 blanques rei · e6 negres peó · f6 blanques peó · g6 negres peó · d5 blanques alfil · e5 blanques peó · f5 negres peó · g5 negres peó · h5 negres peó · c4 negres peó · d4 blanques peó · e4 blanques torre · f4 blanques cavall · g4 blanques torre · h4 blanques alfil · b3 negres peó · c3 negres peó · d3 blanques peó · f3 negres rei · h3 blanques peó · a2 blanques peó · b2 blanques peó · c2 negres torre · d2 negres torre · e2 negres alfil · f2 negres alfil · g2 negres cavall · h2 blanques peó | f7 blanques rei · e6 negres peó · f6 blanques peó · g6 negres peó · d5 blanques alfil · e5 blanques peó · f5 negres peó · g5 negres peó · h5 negres peó · c4 negres peó · d4 blanques peó · e4 blanques torre · f4 blanques cavall · g4 blanques torre · h4 blanques alfil · b3 negres peó · c3 negres peó · d3 blanques peó · f3 negres rei · h3 blanques peó · a2 blanques peó · b2 blanques peó · c2 negres torre · d2 negres torre · e2 negres alfil · f2 negres alfil · g2 negres cavall · h2 blanques peó | f7 blanques rei · e6 negres peó · f6 blanques peó · g6 negres peó · d5 blanques alfil · e5 blanques peó · f5 negres peó · g5 negres peó · h5 negres peó · c4 negres peó · d4 blanques peó · e4 blanques torre · f4 blanques cavall · g4 blanques torre · h4 blanques alfil · b3 negres peó · c3 negres peó · d3 blanques peó · f3 negres rei · h3 blanques peó · a2 blanques peó · b2 blanques peó · c2 negres torre · d2 negres torre · e2 negres alfil · f2 negres alfil · g2 negres cavall · h2 blanques peó | f7 blanques rei · e6 negres peó · f6 blanques peó · g6 negres peó · d5 blanques alfil · e5 blanques peó · f5 negres peó · g5 negres peó · h5 negres peó · c4 negres peó · d4 blanques peó · e4 blanques torre · f4 blanques cavall · g4 blanques torre · h4 blanques alfil · b3 negres peó · c3 negres peó · d3 blanques peó · f3 negres rei · h3 blanques peó · a2 blanques peó · b2 blanques peó · c2 negres torre · d2 negres torre · e2 negres alfil · f2 negres alfil · g2 negres cavall · h2 blanques peó | f7 blanques rei · e6 negres peó · f6 blanques peó · g6 negres peó · d5 blanques alfil · e5 blanques peó · f5 negres peó · g5 negres peó · h5 negres peó · c4 negres peó · d4 blanques peó · e4 blanques torre · f4 blanques cavall · g4 blanques torre · h4 blanques alfil · b3 negres peó · c3 negres peó · d3 blanques peó · f3 negres rei · h3 blanques peó · a2 blanques peó · b2 blanques peó · c2 negres torre · d2 negres torre · e2 negres alfil · f2 negres alfil · g2 negres cavall · h2 blanques peó | f7 blanques rei · e6 negres peó · f6 blanques peó · g6 negres peó · d5 blanques alfil · e5 blanques peó · f5 negres peó · g5 negres peó · h5 negres peó · c4 negres peó · d4 blanques peó · e4 blanques torre · f4 blanques cavall · g4 blanques torre · h4 blanques alfil · b3 negres peó · c3 negres peó · d3 blanques peó · f3 negres rei · h3 blanques peó · a2 blanques peó · b2 blanques peó · c2 negres torre · d2 negres torre · e2 negres alfil · f2 negres alfil · g2 negres cavall · h2 blanques peó | 6 |
| 5 | f7 blanques rei · e6 negres peó · f6 blanques peó · g6 negres peó · d5 blanques alfil · e5 blanques peó · f5 negres peó · g5 negres peó · h5 negres peó · c4 negres peó · d4 blanques peó · e4 blanques torre · f4 blanques cavall · g4 blanques torre · h4 blanques alfil · b3 negres peó · c3 negres peó · d3 blanques peó · f3 negres rei · h3 blanques peó · a2 blanques peó · b2 blanques peó · c2 negres torre · d2 negres torre · e2 negres alfil · f2 negres alfil · g2 negres cavall · h2 blanques peó | f7 blanques rei · e6 negres peó · f6 blanques peó · g6 negres peó · d5 blanques alfil · e5 blanques peó · f5 negres peó · g5 negres peó · h5 negres peó · c4 negres peó · d4 blanques peó · e4 blanques torre · f4 blanques cavall · g4 blanques torre · h4 blanques alfil · b3 negres peó · c3 negres peó · d3 blanques peó · f3 negres rei · h3 blanques peó · a2 blanques peó · b2 blanques peó · c2 negres torre · d2 negres torre · e2 negres alfil · f2 negres alfil · g2 negres cavall · h2 blanques peó | f7 blanques rei · e6 negres peó · f6 blanques peó · g6 negres peó · d5 blanques alfil · e5 blanques peó · f5 negres peó · g5 negres peó · h5 negres peó · c4 negres peó · d4 blanques peó · e4 blanques torre · f4 blanques cavall · g4 blanques torre · h4 blanques alfil · b3 negres peó · c3 negres peó · d3 blanques peó · f3 negres rei · h3 blanques peó · a2 blanques peó · b2 blanques peó · c2 negres torre · d2 negres torre · e2 negres alfil · f2 negres alfil · g2 negres cavall · h2 blanques peó | f7 blanques rei · e6 negres peó · f6 blanques peó · g6 negres peó · d5 blanques alfil · e5 blanques peó · f5 negres peó · g5 negres peó · h5 negres peó · c4 negres peó · d4 blanques peó · e4 blanques torre · f4 blanques cavall · g4 blanques torre · h4 blanques alfil · b3 negres peó · c3 negres peó · d3 blanques peó · f3 negres rei · h3 blanques peó · a2 blanques peó · b2 blanques peó · c2 negres torre · d2 negres torre · e2 negres alfil · f2 negres alfil · g2 negres cavall · h2 blanques peó | f7 blanques rei · e6 negres peó · f6 blanques peó · g6 negres peó · d5 blanques alfil · e5 blanques peó · f5 negres peó · g5 negres peó · h5 negres peó · c4 negres peó · d4 blanques peó · e4 blanques torre · f4 blanques cavall · g4 blanques torre · h4 blanques alfil · b3 negres peó · c3 negres peó · d3 blanques peó · f3 negres rei · h3 blanques peó · a2 blanques peó · b2 blanques peó · c2 negres torre · d2 negres torre · e2 negres alfil · f2 negres alfil · g2 negres cavall · h2 blanques peó | f7 blanques rei · e6 negres peó · f6 blanques peó · g6 negres peó · d5 blanques alfil · e5 blanques peó · f5 negres peó · g5 negres peó · h5 negres peó · c4 negres peó · d4 blanques peó · e4 blanques torre · f4 blanques cavall · g4 blanques torre · h4 blanques alfil · b3 negres peó · c3 negres peó · d3 blanques peó · f3 negres rei · h3 blanques peó · a2 blanques peó · b2 blanques peó · c2 negres torre · d2 negres torre · e2 negres alfil · f2 negres alfil · g2 negres cavall · h2 blanques peó | f7 blanques rei · e6 negres peó · f6 blanques peó · g6 negres peó · d5 blanques alfil · e5 blanques peó · f5 negres peó · g5 negres peó · h5 negres peó · c4 negres peó · d4 blanques peó · e4 blanques torre · f4 blanques cavall · g4 blanques torre · h4 blanques alfil · b3 negres peó · c3 negres peó · d3 blanques peó · f3 negres rei · h3 blanques peó · a2 blanques peó · b2 blanques peó · c2 negres torre · d2 negres torre · e2 negres alfil · f2 negres alfil · g2 negres cavall · h2 blanques peó | f7 blanques rei · e6 negres peó · f6 blanques peó · g6 negres peó · d5 blanques alfil · e5 blanques peó · f5 negres peó · g5 negres peó · h5 negres peó · c4 negres peó · d4 blanques peó · e4 blanques torre · f4 blanques cavall · g4 blanques torre · h4 blanques alfil · b3 negres peó · c3 negres peó · d3 blanques peó · f3 negres rei · h3 blanques peó · a2 blanques peó · b2 blanques peó · c2 negres torre · d2 negres torre · e2 negres alfil · f2 negres alfil · g2 negres cavall · h2 blanques peó | 5 |
| 4 | f7 blanques rei · e6 negres peó · f6 blanques peó · g6 negres peó · d5 blanques alfil · e5 blanques peó · f5 negres peó · g5 negres peó · h5 negres peó · c4 negres peó · d4 blanques peó · e4 blanques torre · f4 blanques cavall · g4 blanques torre · h4 blanques alfil · b3 negres peó · c3 negres peó · d3 blanques peó · f3 negres rei · h3 blanques peó · a2 blanques peó · b2 blanques peó · c2 negres torre · d2 negres torre · e2 negres alfil · f2 negres alfil · g2 negres cavall · h2 blanques peó | f7 blanques rei · e6 negres peó · f6 blanques peó · g6 negres peó · d5 blanques alfil · e5 blanques peó · f5 negres peó · g5 negres peó · h5 negres peó · c4 negres peó · d4 blanques peó · e4 blanques torre · f4 blanques cavall · g4 blanques torre · h4 blanques alfil · b3 negres peó · c3 negres peó · d3 blanques peó · f3 negres rei · h3 blanques peó · a2 blanques peó · b2 blanques peó · c2 negres torre · d2 negres torre · e2 negres alfil · f2 negres alfil · g2 negres cavall · h2 blanques peó | f7 blanques rei · e6 negres peó · f6 blanques peó · g6 negres peó · d5 blanques alfil · e5 blanques peó · f5 negres peó · g5 negres peó · h5 negres peó · c4 negres peó · d4 blanques peó · e4 blanques torre · f4 blanques cavall · g4 blanques torre · h4 blanques alfil · b3 negres peó · c3 negres peó · d3 blanques peó · f3 negres rei · h3 blanques peó · a2 blanques peó · b2 blanques peó · c2 negres torre · d2 negres torre · e2 negres alfil · f2 negres alfil · g2 negres cavall · h2 blanques peó | f7 blanques rei · e6 negres peó · f6 blanques peó · g6 negres peó · d5 blanques alfil · e5 blanques peó · f5 negres peó · g5 negres peó · h5 negres peó · c4 negres peó · d4 blanques peó · e4 blanques torre · f4 blanques cavall · g4 blanques torre · h4 blanques alfil · b3 negres peó · c3 negres peó · d3 blanques peó · f3 negres rei · h3 blanques peó · a2 blanques peó · b2 blanques peó · c2 negres torre · d2 negres torre · e2 negres alfil · f2 negres alfil · g2 negres cavall · h2 blanques peó | f7 blanques rei · e6 negres peó · f6 blanques peó · g6 negres peó · d5 blanques alfil · e5 blanques peó · f5 negres peó · g5 negres peó · h5 negres peó · c4 negres peó · d4 blanques peó · e4 blanques torre · f4 blanques cavall · g4 blanques torre · h4 blanques alfil · b3 negres peó · c3 negres peó · d3 blanques peó · f3 negres rei · h3 blanques peó · a2 blanques peó · b2 blanques peó · c2 negres torre · d2 negres torre · e2 negres alfil · f2 negres alfil · g2 negres cavall · h2 blanques peó | f7 blanques rei · e6 negres peó · f6 blanques peó · g6 negres peó · d5 blanques alfil · e5 blanques peó · f5 negres peó · g5 negres peó · h5 negres peó · c4 negres peó · d4 blanques peó · e4 blanques torre · f4 blanques cavall · g4 blanques torre · h4 blanques alfil · b3 negres peó · c3 negres peó · d3 blanques peó · f3 negres rei · h3 blanques peó · a2 blanques peó · b2 blanques peó · c2 negres torre · d2 negres torre · e2 negres alfil · f2 negres alfil · g2 negres cavall · h2 blanques peó | f7 blanques rei · e6 negres peó · f6 blanques peó · g6 negres peó · d5 blanques alfil · e5 blanques peó · f5 negres peó · g5 negres peó · h5 negres peó · c4 negres peó · d4 blanques peó · e4 blanques torre · f4 blanques cavall · g4 blanques torre · h4 blanques alfil · b3 negres peó · c3 negres peó · d3 blanques peó · f3 negres rei · h3 blanques peó · a2 blanques peó · b2 blanques peó · c2 negres torre · d2 negres torre · e2 negres alfil · f2 negres alfil · g2 negres cavall · h2 blanques peó | f7 blanques rei · e6 negres peó · f6 blanques peó · g6 negres peó · d5 blanques alfil · e5 blanques peó · f5 negres peó · g5 negres peó · h5 negres peó · c4 negres peó · d4 blanques peó · e4 blanques torre · f4 blanques cavall · g4 blanques torre · h4 blanques alfil · b3 negres peó · c3 negres peó · d3 blanques peó · f3 negres rei · h3 blanques peó · a2 blanques peó · b2 blanques peó · c2 negres torre · d2 negres torre · e2 negres alfil · f2 negres alfil · g2 negres cavall · h2 blanques peó | 4 |
| 3 | f7 blanques rei · e6 negres peó · f6 blanques peó · g6 negres peó · d5 blanques alfil · e5 blanques peó · f5 negres peó · g5 negres peó · h5 negres peó · c4 negres peó · d4 blanques peó · e4 blanques torre · f4 blanques cavall · g4 blanques torre · h4 blanques alfil · b3 negres peó · c3 negres peó · d3 blanques peó · f3 negres rei · h3 blanques peó · a2 blanques peó · b2 blanques peó · c2 negres torre · d2 negres torre · e2 negres alfil · f2 negres alfil · g2 negres cavall · h2 blanques peó | f7 blanques rei · e6 negres peó · f6 blanques peó · g6 negres peó · d5 blanques alfil · e5 blanques peó · f5 negres peó · g5 negres peó · h5 negres peó · c4 negres peó · d4 blanques peó · e4 blanques torre · f4 blanques cavall · g4 blanques torre · h4 blanques alfil · b3 negres peó · c3 negres peó · d3 blanques peó · f3 negres rei · h3 blanques peó · a2 blanques peó · b2 blanques peó · c2 negres torre · d2 negres torre · e2 negres alfil · f2 negres alfil · g2 negres cavall · h2 blanques peó | f7 blanques rei · e6 negres peó · f6 blanques peó · g6 negres peó · d5 blanques alfil · e5 blanques peó · f5 negres peó · g5 negres peó · h5 negres peó · c4 negres peó · d4 blanques peó · e4 blanques torre · f4 blanques cavall · g4 blanques torre · h4 blanques alfil · b3 negres peó · c3 negres peó · d3 blanques peó · f3 negres rei · h3 blanques peó · a2 blanques peó · b2 blanques peó · c2 negres torre · d2 negres torre · e2 negres alfil · f2 negres alfil · g2 negres cavall · h2 blanques peó | f7 blanques rei · e6 negres peó · f6 blanques peó · g6 negres peó · d5 blanques alfil · e5 blanques peó · f5 negres peó · g5 negres peó · h5 negres peó · c4 negres peó · d4 blanques peó · e4 blanques torre · f4 blanques cavall · g4 blanques torre · h4 blanques alfil · b3 negres peó · c3 negres peó · d3 blanques peó · f3 negres rei · h3 blanques peó · a2 blanques peó · b2 blanques peó · c2 negres torre · d2 negres torre · e2 negres alfil · f2 negres alfil · g2 negres cavall · h2 blanques peó | f7 blanques rei · e6 negres peó · f6 blanques peó · g6 negres peó · d5 blanques alfil · e5 blanques peó · f5 negres peó · g5 negres peó · h5 negres peó · c4 negres peó · d4 blanques peó · e4 blanques torre · f4 blanques cavall · g4 blanques torre · h4 blanques alfil · b3 negres peó · c3 negres peó · d3 blanques peó · f3 negres rei · h3 blanques peó · a2 blanques peó · b2 blanques peó · c2 negres torre · d2 negres torre · e2 negres alfil · f2 negres alfil · g2 negres cavall · h2 blanques peó | f7 blanques rei · e6 negres peó · f6 blanques peó · g6 negres peó · d5 blanques alfil · e5 blanques peó · f5 negres peó · g5 negres peó · h5 negres peó · c4 negres peó · d4 blanques peó · e4 blanques torre · f4 blanques cavall · g4 blanques torre · h4 blanques alfil · b3 negres peó · c3 negres peó · d3 blanques peó · f3 negres rei · h3 blanques peó · a2 blanques peó · b2 blanques peó · c2 negres torre · d2 negres torre · e2 negres alfil · f2 negres alfil · g2 negres cavall · h2 blanques peó | f7 blanques rei · e6 negres peó · f6 blanques peó · g6 negres peó · d5 blanques alfil · e5 blanques peó · f5 negres peó · g5 negres peó · h5 negres peó · c4 negres peó · d4 blanques peó · e4 blanques torre · f4 blanques cavall · g4 blanques torre · h4 blanques alfil · b3 negres peó · c3 negres peó · d3 blanques peó · f3 negres rei · h3 blanques peó · a2 blanques peó · b2 blanques peó · c2 negres torre · d2 negres torre · e2 negres alfil · f2 negres alfil · g2 negres cavall · h2 blanques peó | f7 blanques rei · e6 negres peó · f6 blanques peó · g6 negres peó · d5 blanques alfil · e5 blanques peó · f5 negres peó · g5 negres peó · h5 negres peó · c4 negres peó · d4 blanques peó · e4 blanques torre · f4 blanques cavall · g4 blanques torre · h4 blanques alfil · b3 negres peó · c3 negres peó · d3 blanques peó · f3 negres rei · h3 blanques peó · a2 blanques peó · b2 blanques peó · c2 negres torre · d2 negres torre · e2 negres alfil · f2 negres alfil · g2 negres cavall · h2 blanques peó | 3 |
| 2 | f7 blanques rei · e6 negres peó · f6 blanques peó · g6 negres peó · d5 blanques alfil · e5 blanques peó · f5 negres peó · g5 negres peó · h5 negres peó · c4 negres peó · d4 blanques peó · e4 blanques torre · f4 blanques cavall · g4 blanques torre · h4 blanques alfil · b3 negres peó · c3 negres peó · d3 blanques peó · f3 negres rei · h3 blanques peó · a2 blanques peó · b2 blanques peó · c2 negres torre · d2 negres torre · e2 negres alfil · f2 negres alfil · g2 negres cavall · h2 blanques peó | f7 blanques rei · e6 negres peó · f6 blanques peó · g6 negres peó · d5 blanques alfil · e5 blanques peó · f5 negres peó · g5 negres peó · h5 negres peó · c4 negres peó · d4 blanques peó · e4 blanques torre · f4 blanques cavall · g4 blanques torre · h4 blanques alfil · b3 negres peó · c3 negres peó · d3 blanques peó · f3 negres rei · h3 blanques peó · a2 blanques peó · b2 blanques peó · c2 negres torre · d2 negres torre · e2 negres alfil · f2 negres alfil · g2 negres cavall · h2 blanques peó | f7 blanques rei · e6 negres peó · f6 blanques peó · g6 negres peó · d5 blanques alfil · e5 blanques peó · f5 negres peó · g5 negres peó · h5 negres peó · c4 negres peó · d4 blanques peó · e4 blanques torre · f4 blanques cavall · g4 blanques torre · h4 blanques alfil · b3 negres peó · c3 negres peó · d3 blanques peó · f3 negres rei · h3 blanques peó · a2 blanques peó · b2 blanques peó · c2 negres torre · d2 negres torre · e2 negres alfil · f2 negres alfil · g2 negres cavall · h2 blanques peó | f7 blanques rei · e6 negres peó · f6 blanques peó · g6 negres peó · d5 blanques alfil · e5 blanques peó · f5 negres peó · g5 negres peó · h5 negres peó · c4 negres peó · d4 blanques peó · e4 blanques torre · f4 blanques cavall · g4 blanques torre · h4 blanques alfil · b3 negres peó · c3 negres peó · d3 blanques peó · f3 negres rei · h3 blanques peó · a2 blanques peó · b2 blanques peó · c2 negres torre · d2 negres torre · e2 negres alfil · f2 negres alfil · g2 negres cavall · h2 blanques peó | f7 blanques rei · e6 negres peó · f6 blanques peó · g6 negres peó · d5 blanques alfil · e5 blanques peó · f5 negres peó · g5 negres peó · h5 negres peó · c4 negres peó · d4 blanques peó · e4 blanques torre · f4 blanques cavall · g4 blanques torre · h4 blanques alfil · b3 negres peó · c3 negres peó · d3 blanques peó · f3 negres rei · h3 blanques peó · a2 blanques peó · b2 blanques peó · c2 negres torre · d2 negres torre · e2 negres alfil · f2 negres alfil · g2 negres cavall · h2 blanques peó | f7 blanques rei · e6 negres peó · f6 blanques peó · g6 negres peó · d5 blanques alfil · e5 blanques peó · f5 negres peó · g5 negres peó · h5 negres peó · c4 negres peó · d4 blanques peó · e4 blanques torre · f4 blanques cavall · g4 blanques torre · h4 blanques alfil · b3 negres peó · c3 negres peó · d3 blanques peó · f3 negres rei · h3 blanques peó · a2 blanques peó · b2 blanques peó · c2 negres torre · d2 negres torre · e2 negres alfil · f2 negres alfil · g2 negres cavall · h2 blanques peó | f7 blanques rei · e6 negres peó · f6 blanques peó · g6 negres peó · d5 blanques alfil · e5 blanques peó · f5 negres peó · g5 negres peó · h5 negres peó · c4 negres peó · d4 blanques peó · e4 blanques torre · f4 blanques cavall · g4 blanques torre · h4 blanques alfil · b3 negres peó · c3 negres peó · d3 blanques peó · f3 negres rei · h3 blanques peó · a2 blanques peó · b2 blanques peó · c2 negres torre · d2 negres torre · e2 negres alfil · f2 negres alfil · g2 negres cavall · h2 blanques peó | f7 blanques rei · e6 negres peó · f6 blanques peó · g6 negres peó · d5 blanques alfil · e5 blanques peó · f5 negres peó · g5 negres peó · h5 negres peó · c4 negres peó · d4 blanques peó · e4 blanques torre · f4 blanques cavall · g4 blanques torre · h4 blanques alfil · b3 negres peó · c3 negres peó · d3 blanques peó · f3 negres rei · h3 blanques peó · a2 blanques peó · b2 blanques peó · c2 negres torre · d2 negres torre · e2 negres alfil · f2 negres alfil · g2 negres cavall · h2 blanques peó | 2 |
| 1 | f7 blanques rei · e6 negres peó · f6 blanques peó · g6 negres peó · d5 blanques alfil · e5 blanques peó · f5 negres peó · g5 negres peó · h5 negres peó · c4 negres peó · d4 blanques peó · e4 blanques torre · f4 blanques cavall · g4 blanques torre · h4 blanques alfil · b3 negres peó · c3 negres peó · d3 blanques peó · f3 negres rei · h3 blanques peó · a2 blanques peó · b2 blanques peó · c2 negres torre · d2 negres torre · e2 negres alfil · f2 negres alfil · g2 negres cavall · h2 blanques peó | f7 blanques rei · e6 negres peó · f6 blanques peó · g6 negres peó · d5 blanques alfil · e5 blanques peó · f5 negres peó · g5 negres peó · h5 negres peó · c4 negres peó · d4 blanques peó · e4 blanques torre · f4 blanques cavall · g4 blanques torre · h4 blanques alfil · b3 negres peó · c3 negres peó · d3 blanques peó · f3 negres rei · h3 blanques peó · a2 blanques peó · b2 blanques peó · c2 negres torre · d2 negres torre · e2 negres alfil · f2 negres alfil · g2 negres cavall · h2 blanques peó | f7 blanques rei · e6 negres peó · f6 blanques peó · g6 negres peó · d5 blanques alfil · e5 blanques peó · f5 negres peó · g5 negres peó · h5 negres peó · c4 negres peó · d4 blanques peó · e4 blanques torre · f4 blanques cavall · g4 blanques torre · h4 blanques alfil · b3 negres peó · c3 negres peó · d3 blanques peó · f3 negres rei · h3 blanques peó · a2 blanques peó · b2 blanques peó · c2 negres torre · d2 negres torre · e2 negres alfil · f2 negres alfil · g2 negres cavall · h2 blanques peó | f7 blanques rei · e6 negres peó · f6 blanques peó · g6 negres peó · d5 blanques alfil · e5 blanques peó · f5 negres peó · g5 negres peó · h5 negres peó · c4 negres peó · d4 blanques peó · e4 blanques torre · f4 blanques cavall · g4 blanques torre · h4 blanques alfil · b3 negres peó · c3 negres peó · d3 blanques peó · f3 negres rei · h3 blanques peó · a2 blanques peó · b2 blanques peó · c2 negres torre · d2 negres torre · e2 negres alfil · f2 negres alfil · g2 negres cavall · h2 blanques peó | f7 blanques rei · e6 negres peó · f6 blanques peó · g6 negres peó · d5 blanques alfil · e5 blanques peó · f5 negres peó · g5 negres peó · h5 negres peó · c4 negres peó · d4 blanques peó · e4 blanques torre · f4 blanques cavall · g4 blanques torre · h4 blanques alfil · b3 negres peó · c3 negres peó · d3 blanques peó · f3 negres rei · h3 blanques peó · a2 blanques peó · b2 blanques peó · c2 negres torre · d2 negres torre · e2 negres alfil · f2 negres alfil · g2 negres cavall · h2 blanques peó | f7 blanques rei · e6 negres peó · f6 blanques peó · g6 negres peó · d5 blanques alfil · e5 blanques peó · f5 negres peó · g5 negres peó · h5 negres peó · c4 negres peó · d4 blanques peó · e4 blanques torre · f4 blanques cavall · g4 blanques torre · h4 blanques alfil · b3 negres peó · c3 negres peó · d3 blanques peó · f3 negres rei · h3 blanques peó · a2 blanques peó · b2 blanques peó · c2 negres torre · d2 negres torre · e2 negres alfil · f2 negres alfil · g2 negres cavall · h2 blanques peó | f7 blanques rei · e6 negres peó · f6 blanques peó · g6 negres peó · d5 blanques alfil · e5 blanques peó · f5 negres peó · g5 negres peó · h5 negres peó · c4 negres peó · d4 blanques peó · e4 blanques torre · f4 blanques cavall · g4 blanques torre · h4 blanques alfil · b3 negres peó · c3 negres peó · d3 blanques peó · f3 negres rei · h3 blanques peó · a2 blanques peó · b2 blanques peó · c2 negres torre · d2 negres torre · e2 negres alfil · f2 negres alfil · g2 negres cavall · h2 blanques peó | f7 blanques rei · e6 negres peó · f6 blanques peó · g6 negres peó · d5 blanques alfil · e5 blanques peó · f5 negres peó · g5 negres peó · h5 negres peó · c4 negres peó · d4 blanques peó · e4 blanques torre · f4 blanques cavall · g4 blanques torre · h4 blanques alfil · b3 negres peó · c3 negres peó · d3 blanques peó · f3 negres rei · h3 blanques peó · a2 blanques peó · b2 blanques peó · c2 negres torre · d2 negres torre · e2 negres alfil · f2 negres alfil · g2 negres cavall · h2 blanques peó | 1 |
|   | a | b | c | d | e | f | g | h |   |

Solució: 1. Cxg2 exd5 2. Te3+ Axe3 3. Ce1 mat